# Roger Hynd
Roger Hynd (Falkirk, 1942. február 2. – 2017. február 18.) skót labdarúgó, fedezet, edző. Nagybátyja Bill Shankly labdarúgó, edző, menedzser.

## Pályafutása
1961 és 1969 között a Rangers labdarúgója volt. Tagja volt az 1966–67-es idényben KEK-döntős csapatnak. 1969 és 1978 között Angliában játszott. Az 1969–70-es idényben a Crystal Palace, 1970 és 1975 között a Birmingham City játékosa volt. A birminghami csapattal az 1971–72-es idényben a másodosztályban a második helyen végzett és ezzel feljutott az élvonalba. 1975-ben kölcsönben szerepelt az Oxford Unitednél, majd 1975 és 1978 között a Walsall csapatában szerepelt.
Az 1977–78 -as idényben a skót Motherwell vezetőedzője volt.
2012-ben Hyndet hat másik korábbi játékossal a Birmingham City Hall of Fame tagjává választották.

## Sikerei, díjai
Rangers
- Kupagyőztesek Európa-kupája (KEK)
  - döntős: 1966–67

 Birmingham City
- Angol bajnokság – másodosztály (Second Divison)
  - 2.: 1971–72